# マンスール
アブー・ジャアファル・アブドゥッラー・イブン・ムハンマド・アル＝マンスール（アラビア語: أبو جعفر عبد الله بن مُحمد المنصور、 Abū Jaʻfar ʻAbd Allāh ibn Muḥammad al-Manṣūr、712年/13年?/14年 - 775年10月7日）は、アッバース朝の第2代カリフ（在位：754年 - 775年）。即位後に用いた称号（ラカブ）の「アル＝マンスール」は「勝利者」「神の助けを受ける者」を意味する。漢語史料での表記は「阿蒲恭払」。
アブー・ジャアファルは預言者ムハンマドの叔父アッバースの4代目の子孫にあたる。747年からのアッバース革命で戦果を挙げ、754年に異母弟サッファーフの跡を継いでカリフの地位に就き、「アル＝マンスール」を称した。即位したマンスールはウマイヤ朝の官僚制度と地方行政機関を踏襲・整備し、新都バグダードを中心に国家体制を構築していく。マンスールの治世にアッバース朝の支配体制が確立され、そのために彼は王朝の実質的な創始者と見なされている。10世紀末までのアッバース朝の黄金時代の基盤はマンスールの時代に完成したとされ、最大の功績にはアッバース朝の首都バグダードの建設が挙げられる。西アジア世界においては、孫のハールーン・アッ＝ラシードとともによく知られているアッバース朝のカリフである。
マンスール以降に即位したアッバース朝のカリフは、全て彼の直系子孫である。

## 生涯

### 若年期
アブー・ジャアファルは、アッバース家の家長ムハンマド・イブン・アリー・イブン・アブドゥッラーフとベルベル人の奴隷サッラーマの子として生まれた。ウマイヤ朝のカリフ・ワリード1世の時代にアブー・ジャアファルの祖父アリー・ブン・アブドゥッラーは一族を連れてヨルダン南部のフマイマ村に移住し、一族がフマイマ村に落ち着いた直後にアブー・ジャアファルが誕生する。
父のムハンマド、兄のイブラーヒームはアリー家のアブー・ハーシムの遺言に従ってウマイヤ家の打倒を目指し、有力者の支持を取り付けるため各地にダーイー（宣教員）を派遣した。アブー・ジャアファルの前半生には不明な点が多いが、744年に第4代正統カリフ・アリーの兄ジャアファルの子孫アブドゥッラー・ブン・ムアーウィヤが起こした反乱に参加したと伝えられている。748年にウマイヤ朝によってイブラーヒームが投獄された後、危機を察したアブー・ジャアファルは弟のアブー・アル＝アッバースら親族とともにイラクのクーファに避難する。クーファのシーア派の中心人物であるアブー・サラマはアッバース家の人間を密かに保護し、アブー・ジャアファルたちの元にはシーア派の人間が集まり、一大勢力を形成した。

### カリフ即位
仲間内での抗争を防ぐため、アッバース革命の中で誰がウマイヤ家のカリフに代わる新たなイスラームの指導者になるか明確にされていなかった。749年9月にホラーサーン地方で挙兵したダーイーのアブー・ムスリムがクーファに入城し、新たな指導者の選出が始められる。アブー・サラマは正統カリフ・アリーの一族からカリフを選ぶ事を望んでいたが、アブー・ムスリムらホラーサーンの革命軍はアッバース家のアブー・アル＝アッバースをカリフに選出してバイア（忠誠の誓い）を行い、アブー・サラマもやむなくアブー・アル＝アッバースの即位を認めた。749年11月にクーファでアブー・アル＝アッバースがカリフへの即位を宣言し、翌750年にウマイヤ朝のカリフ・マルワーン2世が殺害されたことが確認されると正式に新王朝が樹立された。
750年、アブー・ジャアファルは将軍ハサン・ブン・カフタバとともに、ウマイヤ朝のイラク総督ヤズィード・イブン・フバイラが立て籠もるワーシトを包囲する。11か月に及ぶ包囲の末、ヤズィードと彼の家族、家臣の安全と全財産を保障する条件でワーシトに入城した。ヤズィード一族の勢力を警戒するアブー・ムスリムとサッファーフはヤズィードたちの処刑を命じ、アブー・ジャアファルは命令の遂行を拒否し続けたものの押し切られ、ヤズィードと彼の長男、家臣を処刑する。
アブー・アル＝アッバース（サッファーフ）の即位後、アブー・ジャアファルにアリー家出身者のカリフ選出を主張したアブー・サラマへの対処が求められる。アブー・ムスリムが派遣した刺客によってアッバース家の人間が泥を被ることなくアブー・サラマを粛清することができたが、アブー・ジャアファルはアブー・ムスリムの能力と軍事力に恐れを抱くようになる。クーファに帰還したアブー・ジャアファルはサッファーフからジャズィーラ地方（イラク共和国北部、シリア・アラブ共和国、トルコ共和国にまたがるメソポタミアの地域）の統治を任され、モースルに赴任したくようになる。
754年にアブー・ムスリムは二心がないことを示すためにアッバース朝の首都アンバールを訪れ、サッファーフと談笑した。そしてアブー・ムスリムは歴代のカリフが直々に行うメッカ大祭に向かう巡礼団の総指揮を申し出たが、総指揮はすでにアブー・ジャアファルに委任されていた。この時にアブー・ジャアファルはサッファーフにアブー・ムスリムの排除を進言したが、サッファーフは功績のあるアブー・ムスリムの粛清を躊躇い、アブー・ジャアファルの意見は容れられなかった。巡礼団にはアブー・ムスリムが補佐として同行し、両者は一定の距離を置きながらも衝突を起こすことなく巡礼を終えたと考えられているが、巡礼の途上でアブー・ジャアファルとアブー・ムスリムの間に諍いが起きたとも言われている。巡礼の帰路で一行がアンバールに達した時、一行の元にサッファーフの訃報が届き、アブー・ジャアファルはカリフ位の継承を宣言した。ベルベル人の女奴隷の子供がカリフに即位した前例は無く、マンスールの即位はアラブ純血主義を打破するきっかけとなった。

### 内乱の鎮圧
アブー・ジャアファルの叔父アブドゥッラー・イブン・アリーはシリア北部で東ローマ帝国との戦争の準備を進めていたが、女奴隷の子であるマンスールの即位に反対し、カリフを自称した。アブドゥッラーはシリア、メソポタミア方面の軍隊を掌握しており、マンスールはホラーサーン軍を率いるアブー・ムスリムの力を頼らなければならなかった。アブー・ムスリムは数か月の間メソポタミア各地で反乱軍と戦い、754年11月にモースル北方のヌサイビーン（ニシビス）の戦いで勝利を収め、アブドゥッラーをバスラに追いやった。アブドゥッラーは7年間を獄中で過ごした後、マンスールが塩の土台に建てた家の中に入れられ、崩れた家屋に潰されて圧死したと伝えられている。『カリーラとディムナ』の翻訳に携わったイブン・アル＝ムカッファはマンスールによって処刑されるが、処刑の一因にはムカッファがアブドゥッラーに仕えていた過去があったためだと考えられている。
アブドゥッラーが失脚した後、マンスールはホラーサーンを治めるアブー・ムスリムを最大の脅威と認識していた。戦利品の5分の1をカリフに送り、残りを先頭に参加した兵士に平等に分配することがイスラーム世界の慣例となっていたが、マンスールは本来戦利品の分配を行うべきアブー・ムスリムに戦利品を明け渡すように命令し、アブー・ムスリムはマンスールの指示に不満を抱いた。反乱を鎮圧したアブー・ムスリムは領地のホラーサーンに帰ろうとするが、マンスールは使者を遣わしてアブー・ムスリムを留め置いた。一説によれば、交渉の中でマンスールはアブー・ムスリムにホラーサーンと引き換えにシリア・エジプト総督の地位を与えようとしたが、アブー・ムスリムは提案に応じず領地に帰還しようとしたと言われている。根負けしたアブー・ムスリムはやむなくマンスールの元を訪れ、マンスールは天幕に入ったアブー・ムスリムに労いの言葉をかけ、休息を取って翌日再び自分の元を訪れるように命じた。翌日、面会の前にマンスールはアブー・ムスリムのもとに出迎えの使者を送り、天幕に武器を持った兵士を潜ませて暗殺の準備を進める。天幕の中でマンスールはアブー・ムスリムの剣を取り上げ、彼がこれまで犯した罪を弾劾し、アブー・ムスリムの釈明を聞くとより怒りを募らせた。アブー・ムスリムは敵対者との戦いのために自分を生かしておくよう嘆願したが、マンスールはアブー・ムスリムこそが最大の敵だと答え、陰に忍ばせていた従者によってアブー・ムスリムを殺害させた。
アブー・ムスリムの訃報が届けられたホラーサーンには大きな衝撃が走り、復讐のための蜂起が起きた。ペルシャ人のスンバーズ（スンバード）を指導者とする反乱軍はイラクに西進したが、ハマダーンとレイの間でマンスールが派遣した討伐隊に撃破される。しかし、討伐隊の司令官ジャフワル・ブン・マッラールはホラーサーンに蓄えられていた富を見て変心し、マンスールに対して反乱を起こした。ジャフワルを撃ち、ようやく東方に安定がもたらされた。ジャフワルの反乱と同時期、ジャズィーラ地方で反乱を起こしたハワーリジュ派のムラッビド・ブン・ハルマラがマンスールの派遣した軍に勝利を収めており、756年に将軍ハーズィム・ブン・フザイマの活躍によって反乱の鎮圧に成功する。
ホラーサーン、ジャズィーラでの動乱の前後にアナトリア方面では東ローマ帝国の侵入の撃退に成功し、7年の和約を結んだ。しばしば東ローマからの侵攻に晒される国境地帯には、防衛のために多くの要塞が建設される。756年/57年、マンスールは将軍ハサン・ブン・カフタバと甥のアブド・アル＝ワッハーブに東ローマ軍の攻撃によって破壊されたマラトヤ（マラティヤ）の再建を命じる。アブド・アル＝ワッハーブは私費を投じて工事に参加する労働者に食事を振舞うハサンを不快に思い、マンスールに彼の行動を訴え出た。マンスールはアブド・アル＝ワッハーブの心の狭さを咎め、ハサンには労働者の供応を続けるよう励ました書状を送った。再建されたマラトヤには駐屯部隊と彼らに割り当てられた農地が置かれ、後にマラトヤの攻撃を試みた東ローマ皇帝コンスタンティノス5世はマラトヤの兵力の多さを知って撤退する。
758年4月にマンスールはメッカ巡礼に発ち、エルサレムを経由してシリアを巡幸した後、ハーシミーヤに帰国した。しかし、マンスールが帰国してみるとハーシミーヤではアッバース家を支持するラーワンド派の信奉者がハーシミーヤのマンスールの宮殿の周りを歩き回り、ここが神の住居であると騒ぎ立てる事件が起きていた。ラーワンド派はインドの輪廻思想の影響を受け、自分たちに食料と水を与えるマンスールは神の生まれ変わりだと考えていた。彼らの行動を不快に思ったマンスールはおよそ200人を投獄したが、残ったラーワンド派の人間は激高し、牢内の仲間を救いだした後、宮殿に殺到した。マンスールは護衛とともに戦ったが数の上では劣勢であり、戦闘の中で突然現れた覆面の人物の奮戦によってマンスールは難を脱することができた。戦闘を終えたマンスールは覆面の男に正体を訪ね、男は自分はアッバース朝の探索から逃れていたウマイヤ朝の将軍マアン・ブン・ザーイダであることを明かした。マンスールはザーイダの功績を評価して彼をヤマン（イエメン）の総督に任じ、ザーイダは任地の統治で大きな功績を挙げた。また、この時宮殿の門に馬が繋がれていなかったため、マンスールはラバに乗って戦わなければならなかった。この事件以後マンスールは宮殿の入り口に常時馬を繋ぎとめるようになり、救難馬の制度は後のカリフや他のイスラーム国家の支配者にも受け継がれた。
759年に西方のタバリスターン、ギーラーンがアッバース朝の支配下に組み込まれ、カスピ海沿岸部のダイラムからの侵入を撃退する。762年にグルジアに侵入したハザールを破り、マー・ワラー・アンナフル、インドへの進出を試みたが、領土拡大の成果は上げられなかった。マンスールが派遣した軍隊によってカンダハールの仏像は破壊され、アッバース軍はカシミールに到達した。
北アフリカ、ウマイヤ家の残党が拠るイベリア半島にはマンスールの権威は及んでいなかった。マグリブでは平等主義を標榜するイバード派を信奉するベルベル人が、アッバース朝の支配に頑強な抵抗を示していた。758年にバスラのアブル＝ハッターブがタラーブルス（トリポリ）南のナフーサ山地のベルベル人を率いて反乱を起こし、カイラワーン（ケルアン）を占領する。762年にホラーサーン軍によってアブル＝ハッターブの反乱は鎮圧されるが、反乱の参加者であるイブン・ルスタムはアルジェリア西部のティアレットに逃れてルスタム朝を建国した。また、771年にはアブル＝ハッターブの後継者であるアブー・ハーティムがイバード派とハワーリジュ派を率いてアッバース朝の支配に対する蜂起を指導した。

### シーア派への圧迫
マンスールは弟のサッファーフと同様にシーア派の過激な一団が統治の障害になると考えて彼らの弾圧に乗り出し、758年に起きたシーア派の反乱を鎮圧する。マンスールはアリーの長子ハサンの曾孫ムハンマドとイブラーヒーム兄弟の逮捕を命じたが、すでに二人は逃走していた。残りのアリー家の人間はクーファのフバイラ城に投獄され、ムハンマドの義父で第3代正統カリフ・ウスマーンの子孫にあたるムハンマド・アル＝ウスマーニーは処刑された。逃走した二人を見つけ出すために潜伏先と思われる集落は徹底的な探索を受け、宿を提供した疑いのある人物は全て逮捕された。
762年末、メディナで法学者マリク・イブン・アナス、メディナの名族の多くの支持を受けたムハンマドがカリフを称して反乱を起こし、マンスールが派遣した総督、役人は投獄される。報告は反乱の発生から9日後にマンスールの元に届けられ、マンスールの従兄弟イーサー・ビン・ムーサーが率いるホラーサーン軍がメディナに派遣された。マンスールはムハンマドに助命、居住地の自由、親族の保護と引き換えの降伏を提案したが、ムハンマドは正統のカリフは自分であると答え、ヤズィード、アブー・ムスリムらの末路を挙げて降伏勧告を一蹴した。
さらに762年11月22日にバスラでムハンマドの兄弟イブラーヒームが挙兵する。当時クーファにいたマンスールの元にはわずかな兵力しか残されておらず、最大の危機に直面したマンスールは自分の周りに女性を近づけない態度で戦争に臨んだ。イブラーヒームはアッバース朝の軍に数度勝利を収め、マンスールはクーファからの退却さえ覚悟したと言われている。一方メディナに向かったホラーサーン軍は町の周りに張り巡らされた塹壕を突破して町を攻撃し、12月6日にムハンマドは敗死した。ムハンマドの死を知ったイブラーヒームはカリフへの即位を宣言しクーファに進軍したが、763年2月にクーファ南のバハムラの戦いでイブラーヒームは戦死し、マンスールが勝利を収めた。イブラーヒームの首がマンスールの元に届けられたとき、挺身たちがイブラーヒームの首に罵声を浴びせかける中でマンスールは彼の死を悼み、首に唾を吐きかけて罵倒した部下を厳罰に処したといわれる。
戦後、メディナ、バスラのアリー家の支持者、フバイラ城内のアリー家の人間は処刑、迫害された。また、ムハンマドの首は見せしめのために領内の各地で掲げられ、ムハンマドの最期を見せつけられたエジプトのシーア派は反乱の計画を取りやめたと言われる。シーア派の抵抗を抑えた後は国内の反乱は沈静化し、マンスールは国政の確立に着手する。

### 晩年
サッファーフはマンスールの次のカリフに従兄弟のイーサーを指名していたが、息子のアル＝マフディーを溺愛するマンスールは、マフディーへのカリフ位の継承を望むようになった。継承権を放棄したイーサーはマフディーに忠誠を誓ったが、マンスールはイーサーに継承権を放棄させるために種々の圧力を加え、毒殺さえ企てたと伝えられている。バードギースの豪族ウスターズ・スィースはイーサーに継承権の放棄を迫ったマンスールに反発し、767年に反乱を起こした。
775年、マンスールはメッカ巡礼を計画するが、準備中に流れ星を見る凶兆に遭う。同年の晩夏、巡礼の途上でマンスールは下痢に罹り、暑熱によって彼の体力はより奪われた。死の前日、マンスールは宿舎の壁に自らの死を予期させる詩句を見つけて激怒するが、壁に書かれた文言は他の人間には見えず、運命を悟ったマンスールは侍従に命じてコーランの一節を唱えさせた。775年10月7日にマンスールはメッカに辿り着くことなく没する。マンスールの死は巡礼に同行していた大臣のアッ＝ラビーウによって秘匿され、遺体は生者と同様に2枚のイフラームで包まれてメッカに運ばれた。そして、メッカでラビーウの口を通してマフディーへのカリフ位の継承が知らされたと伝えられる。マンスールが埋葬された場所は明確になっておらず、メッカ近辺の砂漠に100に達する墓穴が掘られ、その中の1つに埋められたという。

## 政策
互いに敵意を抱く多種の民族を擁する国家を統治するために、マンスールは神聖的・不可侵の絶対的君主制度の必要性を痛感していた。マンスールは宗教面での権力を主張する事は避けてイマームの称号を使用せず、コーランとスンナに則ったイスラーム的政治を打ち出した。サーサーン朝、東ローマ帝国の専制王権の概念がイスラームの政治思想に導入され、一般の信徒はカリフから隔絶された上でハージブ（侍従）の取次が必要とされた。そして、強力な軍隊と官僚制度によって、中央集権制度をより堅固なものにした。
マンスールはアラブ人同士の派閥にこだわらずアッバース家の一族や腹心を要職に配置し、腹心の多くはペルシャ人などの複数の民族から構成される奴隷の出身者で構成されていた。政府にワズィール職（宰相）が設置され、ワズィールの下に各種の官庁（ディーワーン）が置かれた。従前は地方総督によって任命されていた各地のカーディー（裁判官）は、中央の政府が直接任命した人物が配属されるようになる。軍事力の中心にはアッバース革命に貢献したホラーサーン軍が据えられ、彼らに支払う俸禄が引き上げられた。アッバース革命の際に兵士を集めた人間は重用され、警察・親衛隊の長官は彼らの中から選出された。マンスールには重職に付けた一族にも峻厳な態度で接し、法に背いた人間には厳罰を加えた。
マンスールの治世に整備された駅伝（バリード）制は、情報の伝達に大きな役割を果たしたと考えられている。マンスールはカリフの目が帝国の隅々にまで行き渡らなかったウマイヤ朝の政治体制の問題点を踏まえて中央集権制度を志向し、その一環としてカリフの命令と地方の実情をいち早く伝達するバリードを構築した。ウマイヤ朝以前から導入されていたバリードはマンスールによって全国規模に拡大され、首都にバリードを管轄する駅伝庁が設置される。歴史家のタバリーは、バリードを通して穀物、食糧の価格、カーディーと総督の業務、税収といった地方の情報が毎日マンスールの元に届けられていたことを記している。さらに遠隔地に赴任した地方官、高官の動向は密偵によって監視され、マンスールはバグダードの中にいても帝国の内情を把握することができた。マンスールが国内の事情を細部まで把握しているため、民間ではマンスールは魔法の鏡で千里離れた場所まで見通していると噂された。後世に伝わる笑話として、マンスールが廷臣に帝国を支える4つの柱として公正なカーディー、警察長官、徴税官を挙げた後、最後の1つに彼らの動向を伝える信頼できるバリードの長官だと口ごもりながら答えた逸話がある。

### バグダードの建設
アッバース朝が建国された時点でイスラームの西方への拡大は停滞し、他方でペルシャなどの東方地域への拡大が進展していた。イスラーム国家の中心は東方に移りつつあり、マンスールはウマイヤ朝の首都ダマスカスに代わる新都の必要性を感じていた。即位の翌年からマンスールは新都の建設に着手し、側近に候補地の調査を行わせる傍らで自らも視察を行った。マンスールは即位の翌年にクーファ近辺にハーシミーヤの町を建設し、この地に宮殿を置いた。しかし、マンスールはバスラやクーファの住民に不信感を抱いており、これらの町に首都を置くことを躊躇していた。
最終的にサーサーン朝以来の農産物の集積地で、定期的に市が建つチグリス川西岸のバグダードを新王朝にふさわしい場所に選んだ。軍隊の駐屯地に適しているだけではなく、周辺諸国や遠く離れた中国との交通に便利な位置であり、チグリス川とユーフラテス川を介した物資の輸送を活用できる点を考慮し、マンスールはバグダードを選択したと考えられている。また、バグダードには蚊が少なく、マラリアに罹る心配が薄い点もマンスールにとって魅力的に映っていた。
100,000人に達する建築家、職人、作業者が動員され、4,000,000ディルハムの費用が投入され、新都の建設が開始される。バグダードの建設にあたって、マンスールは廷臣からクテシフォンのサーサーン朝の宮殿に使われている資材の流用を進言された。宰相のハーリド・イブン＝バルマクはイスラームの象徴である宮殿の破壊を危ぶみ、莫大な費用がかかることを理由に反対したが、マンスールは宮殿の取り壊しを強行する。だが、ハーリドの意見通り多大な工事費を要することが判明したため、宮殿の一部を崩した時点で工事は中断された。ハーリドは他の人間が建てたものをマンスールは取り壊せなかったことが世間の笑いものになると警告し、工事の続行を勧めたがマンスールは取り合わなかった。また、762年にバスラで反乱を起こしたアリー家のイブラーヒームが建設中のバグダードに彼が進軍する噂が流れたとき、町が奪われることを恐れた工事の責任者によって建材が焼き捨てられた。やがて反乱は鎮圧されて工事も再開され、766年にバグダードが完成する。城郭が完成した後、マンスールは占星術に従い、自身と家族の邸宅やホラーサーン兵の宿舎を建設していく。息子のマフディーが任地のホラーサーンから帰還した後、768年から773年にかけてチグリス東岸のルサーファ区にマフディーと彼の配下のための施設が建設された。
マンスールの孫のハールーン・アッ＝ラシードの時代にバグダードの開発はより進み、世界的な大都市に発展する。

## 人物像
マンスールは背丈が高く細身の浅黒い肌の持ち主と伝えられ、精力的かつ冷徹な人物だと見なされている。髪と髭は細くまばらであり、髪と髭を気にかけてサフランで染めていたという。直感と読みの深さを併せ持つ、大局的な視点の持ち主だと評されているが、同時に信義に欠け、人命を軽視する一面も指摘されている。しかし、政敵の粛清、巨費を投じた新都の建設、異民族の登用とアラブ諸民族が持つ既得権益の撤廃といった政策は、恐怖を前面に押し出すマンスールの性格に拠るところも大きかった。
マンスールは午前中に政務を処理し、午後に家族と過ごし、夜の祈祷の後に使者からの報告を確認して大臣との協議を行う一日を送っていた。マンスールが床に就くのは夜が3分の1ほど更けてからのころで、深い眠りに落ちる間も無く起床して朝の祈祷に赴いた。私生活では他人の悪ふざけにも寛容な面を見せたが公の場では表情が一変し、マンスールは自分が正装を纏って政務に赴くときには決して近づかないよう、自分の子供たちに言い聞かせていた。しかし、マンスールには恐妻家の一面もあり、即位前に結婚したヒムヤル族のウンム・ムーサーには頭が上がらなかった。マンスールはウンム・ムーサーに迫られて他に妻や女奴隷を持たない約束を交わしていたが、ある時ウンム・ムーサーとの誓約は法的に有効であるか法学者に質問した。ウンム・ムーサーは法学者に多額の賄賂を贈り、マンスールは彼女が存命の間は約束は有効であるとの回答を得たが、ウンム・ムーサーが没した後に100人の乙女がマンスールの宮殿に送られた。
マンスールは酒色、音楽を遠ざける質素な生活を送り、カリフとなった後にも粗末な衣服を纏っていたことが伝えられている。服を作るときには市場で値切って買った布を使わせ、さらに一週間同じ服を着続けたと伝えられている。貯蓄を好んだために吝嗇家と言われることもあるが、真に必要な場合には財を投じる事を惜しまなかった。宰相のハーリド・イブン＝バルマク、末弟のアル＝アッバースといった重臣・一族の不正にも厳しく当たって容赦なく財産を没収し、逆に搾取から解放された民衆は充足した生活を送っていた。マンスールは違反者に課した罰金、没収した財産には取り立てた人物の名前を記して国庫に保管し、死期が迫ったときにマフディーに没収した金品を元の持ち主に返すように命じ、財産を返却された人々がマフディーに好意を寄せるように取り計らった。死後に多額の財産が遺され、マンスールの後に多くの浪費家のカリフが登位したにもかかわらず、100年の間国家財政は支障をきたさなかった。
マンスールは読書、文学を愛好し、学者との交流を楽しんだ。また、説教師としても名高く、モスクの壇上で彼の口から美しいアラビア語が発せられたと言われている。ギリシャ、インドの文化に敬意を表し、アッバース朝で行われるギリシャ語古典の翻訳事業が始められる。
マンスールの時代に行われたシーア派への弾圧はアッバース朝の歴史の中で最も激しく、マムルーク朝時代の歴史家スユーティーは「アッバース家とアリー家の不和の原因はマンスールから生じ、それまで両家は友好的な関係を保っていた」と述べた。マンスールのアリー家への憎しみを示すものに、以下の伝説がある。マンスールの宮殿には常に鍵がかけられた部屋があり、鍵はマンスール自身が所有していた。マンスールの死後にマフディーが扉を開けると、部屋の中には塩漬けにされた多くのアリー家の人間の死体が置かれ、名前と血統を書いた札が貼られていたという。

## 家族
最初の妻であるウンム・ムーサーとの間には、マフディーとジャアファルの二子が生まれた。ほか、ウンム・ムーサー没後に結婚した妻や女奴隷との間に多くの子をもうけた。